# Agrilinus lindbergi
Agrilinus lindbergi är en skalbaggsart som beskrevs av Rudolph Petrovitz 1959. Agrilinus lindbergi ingår i släktet Agrilinus och familjen Aphodiidae. Inga underarter finns listade i Catalogue of Life.